# Sabatino Lopez
Sabatino Lopez Nunes (Livorno, 10 dicembre 1867 – Milano, 27 ottobre 1951) è stato un drammaturgo, critico letterario e scrittore italiano.

## Biografia
(Sabatino Lopez, La donna d'altri, 1907)

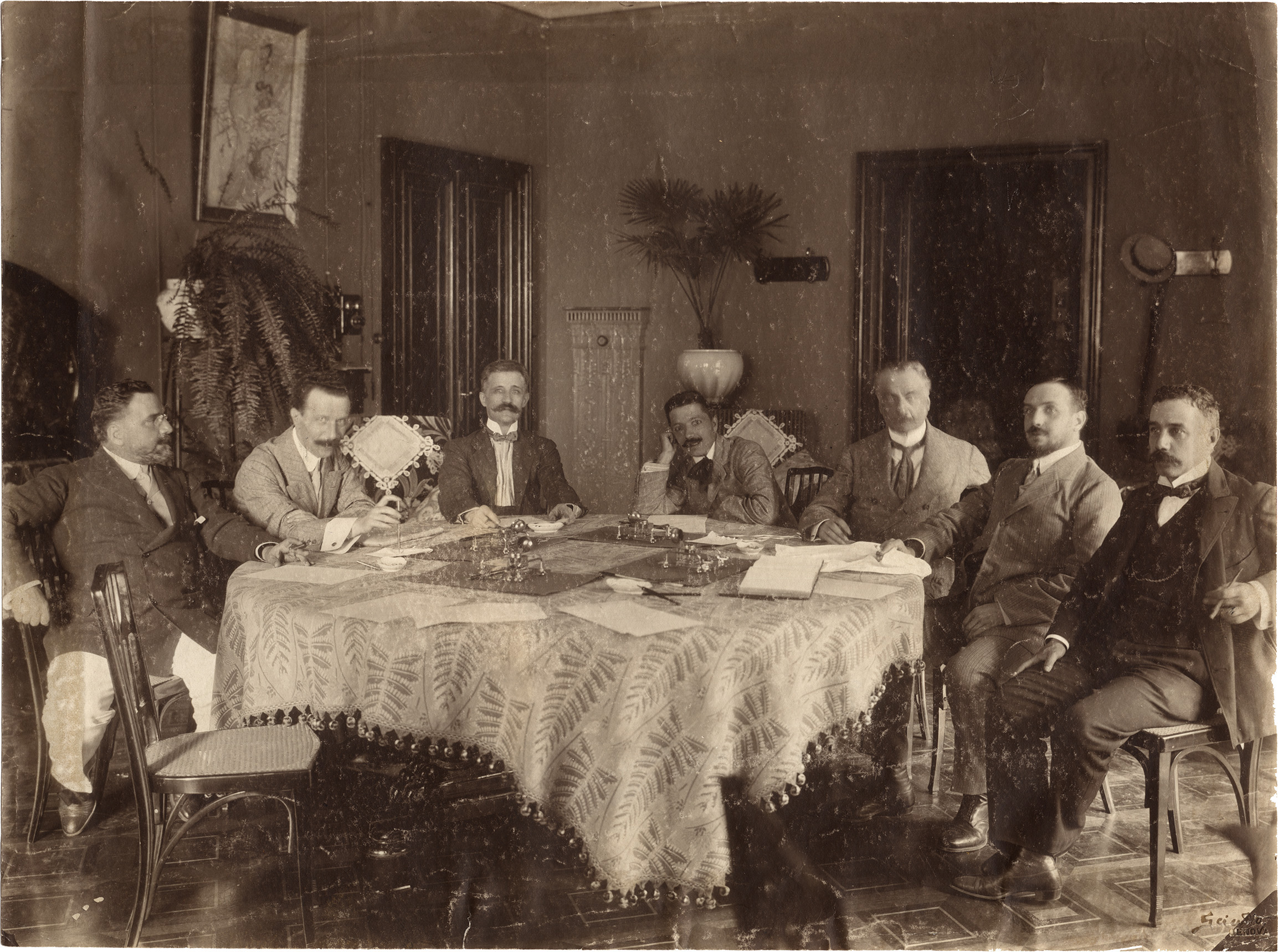
Sabatino Lopez (a destra) nel 1907 a Genova con (da sinistra) Gerolamo Rovetta, Marco Praga, Giannino Antona Traversi, Augusto Novelli, Domenico Oliva, Renato Simoni

Appartenente a famiglia ebraica e padre dello storico Roberto e del critico e scrittore Guido, all'anagrafe è Lopez Nunes. Figlio di Isacco e di Elvira Tedeschi, sposa il 22 dicembre 1909 a Pisa Sisa Tabet (1885-1975). Diviene insegnante dell'Accademia di Brera e direttore della Società degli Autori dal 1911 al 1919, e inoltre presidente dell'Università popolare di Milano e del Teatro del Popolo.
La sua attività si svolge espressamente nel settore teatrale, come critico e autore di commedie che riscuotono notevole successo grazie alla loro ambientazione borghese ed a uno stile misurato, con toni tra il verista e il romantico e con tratti di commozione sincera.  È anche autore di romanzi e racconti..

## Opere
L'elenco che segue comprende solo alcune tra le oltre cinquanta opere di questo autore.

### Drammi
- La morale che corre, 1904
- Bufere, 1907
- La buona figliola, 1909
- La nostra pelle, 1912

### Commedie
- Ninetta, 1914
- Il terzo marito, 1914[3]
- I fratelli, 1914
- Mario e Maria, 1915[4]
- Sole d'Ottobre 1916
- Si chiude, 1920
- Schiccheri è grande, 1920
- Parodi & C., 1925
- La signora Rosa, 1928[5][6]
- Sorrisi e sospiri, 1936

### Scritti vari
- Gli ultimi zingari, 1919
- Le loro maestà, 1920
- S'io rinascessi, 1949
- Punti di vista, 1952
- AA.VV., Catania giorno e notte, Catania, Prova d'autore, 2013. ISBN 978-88-6282-114-8

## Filmografia

### Cinema
Dal dramma Bufere fu tratto nel 1953 il film dal medesimo titolo diretto da Guido Brignone, con protagonisti Jean Gabin e Silvana Pampanini.

### Prosa televisiva Rai
- La nostra pelle, regia di Edmo Fenoglio, trasmessa il 28 ottobre 1960 sul Programma Nazionale. Interpreti: Piero Tordi (Battista Fantolli); Silvio Bagolini (Capomusica); Narcisa Bonati (Clelia);  Raoul Grassilli (Edoardo Castelloni); Bianca Toccafondi (Elsa Peroni); Armando Benetti (Il donzello); Paola Borboni (Isabella Castelloni); Walter Festari (Paolino); Nando Gazzolo (Umberto Fioravanti).